# بلباس

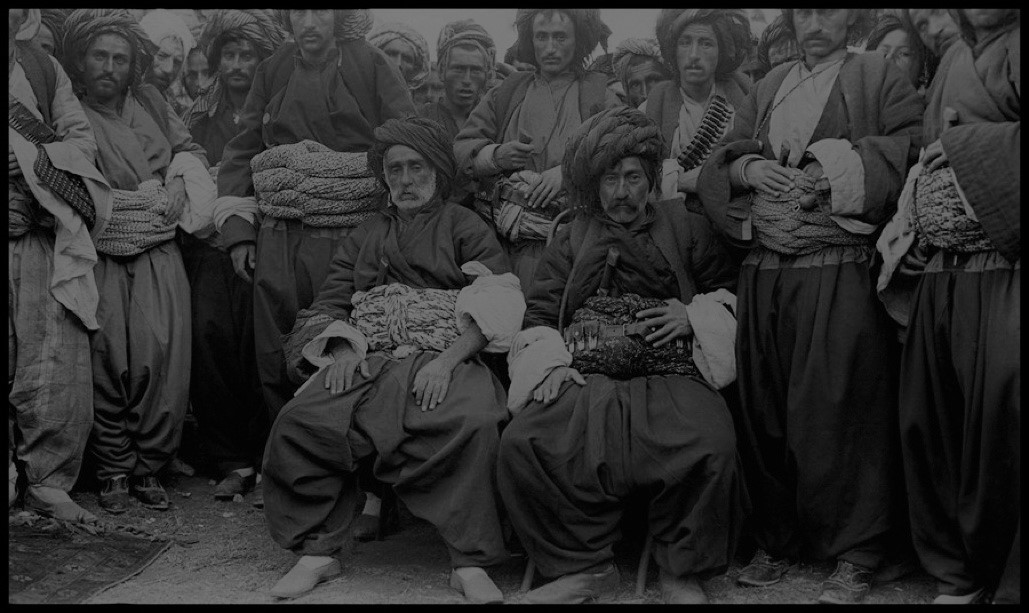
محمد امین آقا پیران و حمزه آقا مامش (کوچک)

## دیباچه
بلباس . [ ب ِ ] (اِخ )ناحیه ای در حوالی ساوجبلاغ (مهاباد) مرکز کردهایی که به لهجه ی بلباس سخن میگویند. (فرهنگ فارسی معین ).
ایل بلیاس که خود جزو ایل روژکی بوده از ان جدا و مستقل شده که متشکل از دوازده طایفه بوده است بلباس یا به زبان کردی بڵباس بِلْباس bilbas اتحادیه‌ای مرکب از چند طایفه بزرگ کرد در شمال غربی ایران و شمال شرقی عراق که حکام آن با عنوان موروثی مَزین (مَزِن ) یا آغا شناخته می شدند. در دویست سال اخیر، هر یک از اعضای این اتحادیه ، از آن جدا شده و در مناطقی اسکان یافته اند که بعدها به نام آنان خوانده شده است .
طایفه‌های پیران، منگور ، مامش، گورک، رمک ، سِن، کاخِذِری، کاک آقاعثمان، آکو، قضا، زودی (یا زادی ) و بالک از اعضای عمده آن به شمار می آمده و در اطراف رودخانه لاوین در بخش علیای رودزاب اقامت داشته اند. بعد از دگرگونی جدید ایل بلباس طایفه‌های بزرگش ادعای استقلال کردند که پیران منگور مامش و گورک به ایل تبدیل شدند.

## معنی نام و نشان ایل‌های بزرگ کُرد موسوم به بلباس
نام بلباسها در شرفنامه امیر اشرفخان بدلیسی متعلق به دوره صفویان ذکر گردیده است. ریشه این نام باید سوارکاران تازنده و پرواز و جهش کننده با اسب باشد؛ چون کلمات بالباز و بل بون در زبان کُردی به ترتیب به معنی “سربازان سوارکار و جنگجو” و “تازنده” و “پرواز و جهش کننده با اسب” است. بر این پایه به ظاهر به نظر میرسد که نام کُردان توژیک (تازندگان، سواران جنگی تازنده) هم که کاردار تزاری واسیلی نیکی تین در تهران در کتاب خود از ایشان به عنوان قبیله نظامی و سوارکار و جنگجو یاد می‌کند، از همین تبار بلباسها بوده اند اما نام ایشان را در تاریخ و جغرافیای کهن عثمانی در نواحی دور تر در منطقه درسیم می بینیم. گر چه به هر حال وجود کلمه بال در نام بلباس ما را به سوی توتمهای کوتیان (سگپرستان) و کیمریان (سگسان دارای شاخ بزکوهی) از بومیان دیرین کردستان رهنمون می‌گردد. چون می دانیم در نقش برجسته دوغو بایزید تمثالی از یک سگسان شاخدار توتمی و قدسی و خدایگانی بر سنگ نقش بسته است که دو روحانی محلی (ارمنی- کُرد زازایی) او را در دو سوی پس و پیش از کنار بر روی اریکه‌ای که وی بر آن ایستاده است، همراهی می نمایند. ولی در این رابطه تنها نام کردان زازا (=توژیکان، منسوبین به تازی) در شمال دریاچه وان مطرح است نه بلباسها در نواحی جنوب غربی اورمیه. چون نام زازا به صورت زاوه ذا به معنی پرستنده ایزد سگسان علم و دانش تیر است که در رابطه با توتم کیمری و سکا (شکا) و تورِ سگسان- بزکوهی شاخ ایشان بسیار قابل توجه می‌گردد؛ چه نام دیگر این مردم یعنی دملی را نیز به زبان کُردی می‌توان دارندگان توتم حیوان دراز دم (روباه دم) گرفت. این توتم در اساطیر اوستایی تحت نام تخموروپه (پهلوان سگسان دراز دم یا روباه دم) در مقام پادشاهی پیشدادی (میتانی، کُرد مادی تبار) ظاهر می‌شود. ایرانیان مادی و پارسی نیز تخموروپه (تهمورث) را همانند تیر- توژیک- زازای کردان کیمری و ارامنه ایزد کتابت و خط و دبیری به شمار می آوردند.
علی پور صفر قصابی نژاد چنین اطلاعاتی را در باب بلباسها جمع آوری نموده است: بِلْباس اتحادیه‌ای مرکب از چند طایفه بزرگ کرد در شمال غربی ایران و شمال شرقی عراق که حکام آن با عنوان موروثی مَزین (مَزِن ) شناخته می شدند. در دویست سال اخیر، هر یک از اعضای این اتحادیه ، از آن جدا شده و در مناطقی اسکان یافته اند که بعدها به نام آنان خوانده شده است.
طایفه بلباس که جزو ایل روژکی بوده در سال 579 ملک الشرف یکی از شاهزادگان ایل روژکی که از طایفه بلباس بوده همراه با صلاح الدین ایوبی توانسته دوباره در جنگ با شكست عمادالدين ابوالفتح زنگى بن مودود، امير زنگى، شهر‌های خود را پس بگیرند 